# Biodigestor

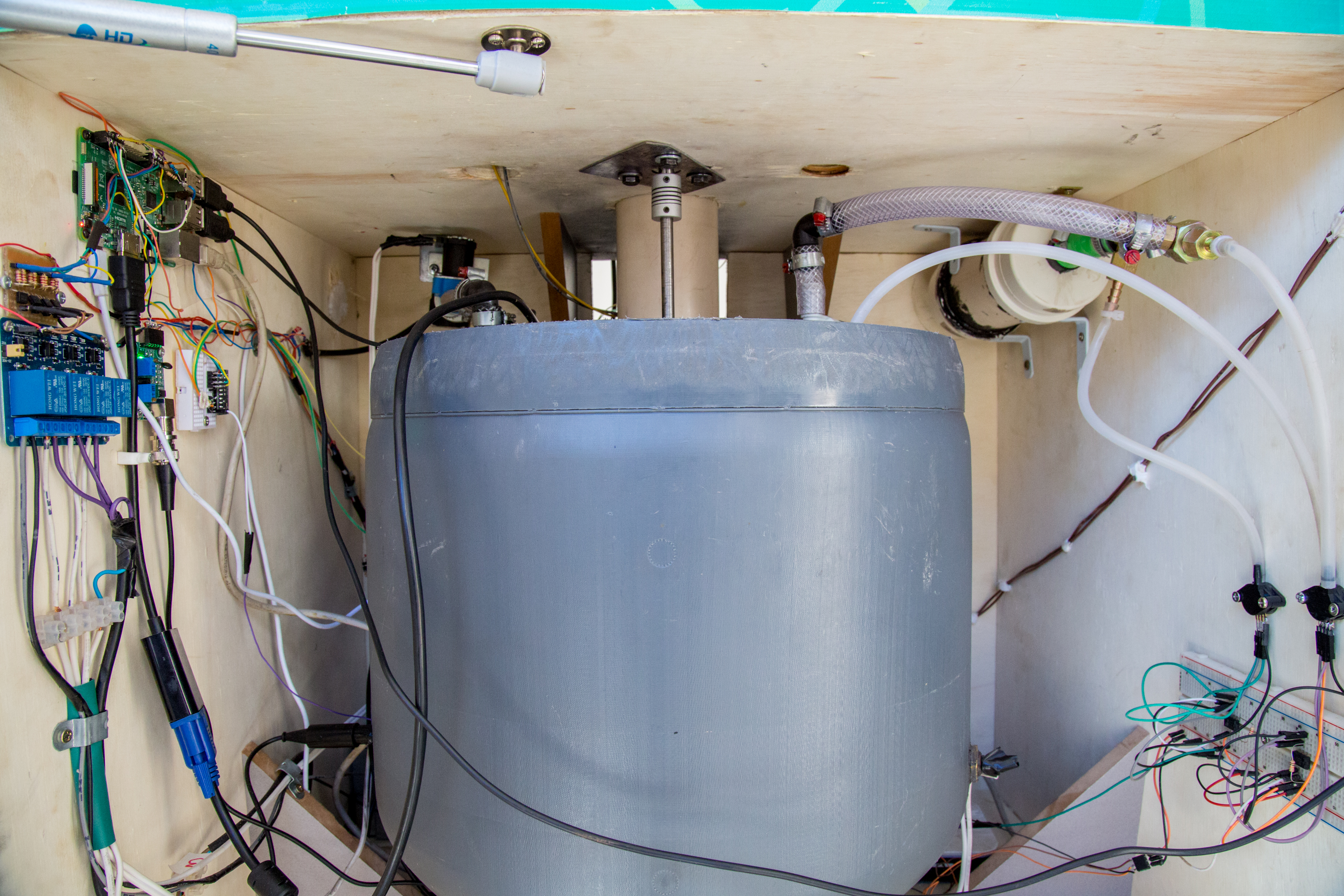
Biodigestor

Un digestor biológico o biodigestor, en su forma más simple es un contenedor cerrado, hermético e impermeable (Llamado reactor). Dentro del cual se deposita materia orgánica como desechos vegetales o frutales ; a su vez, materia que segregue bacterias, proveniente de la carne en descomposición o excremento de rumiantes, avícolas y/o humanos, dentro de una disolución con agua. Por lo tanto, esta mezcla, mediante la fermentación anaerobia de los microorganismos, es degradada obteniendo como producto gas metano (Biogás) con trazas de otros gases. También se puede obtener un subproducto líquido, denominado bioabono (Biol), el cual puede ser utilizado como fertilizante ya que es rico en altos niveles de nitratos inorgánicos (NO3), potasio (K) y fósforo (P).
Este tipo de tecnología tiene un gran potencial para el cuidado del ambiente ya que disminuye la cantidad de desechos vertidos a los ecosistemas y además se produce una fuente de energía relativamente limpia.
Este sistema también puede incluir una cámara de carga y nivelación del agua residual antes del reactor, un dispositivo para captar y almacenar el biogás y cámaras de hidrogenación y pos tratamiento (Filtro y piedras, de algas, secado, entre otros) a la salida del reactor.
El fenómeno de digestión ocurre porque existe un grupo de microorganismos bacterianos anaeróbicos presentes en el material fecal que, al actuar sobre los desechos orgánicos de origen vegetal y animal, producen una mezcla de gases con alto contenido de metano (CH4) llamada biogás, que es utilizado como combustible. Como resultado de este proceso se generan residuos con un alto grado de concentración de nutrientes y materia orgánica (Ideales como fertilizantes) que pueden ser aplicados frescos, pues el tratamiento anaerobio elimina los malos olores y la proliferación de moscas.
Una de las características más importantes de la biodigestión es que disminuye el potencial contaminante de los excrementos de origen animal y humano, disminuyendo la Demanda Química de Oxígeno y la Demanda Biológica de Oxígeno hasta en un 90% (Dependiendo de las condiciones de diseño y operación).
Se deben controlar ciertas condiciones, como son: el pH, la presión y temperatura a fin de que se pueda obtener un óptimo rendimiento.
La biodigestora es un sistema sencillo de implementar con materiales económicos y se está introduciendo en comunidades rurales aisladas y de países subdesarrollados para obtener el doble beneficio de conseguir solventar la problemática energética-ambiental, así como realizar un adecuado manejo de los residuos tanto humanos como animales.

## Tipos de biodigestores

### Biodigestores de flujo discontinuo
La carga de la totalidad del material a fermentar se hace al inicio del proceso y la descarga del efluente se hace al finalizar el proceso; por lo general requieren de mayor mano de obra y de un espacio para almacenar la materia prima si esta se produce continuamente y de un depósito de gas (Debido a la gran variación en la cantidad de gas producido durante el proceso, teniendo su pico en la fase media de este) o fuentes alternativas para suplirlo.

### Biodigestores de flujo semicontinuo
La carga del material a fermentar y la descarga del efluente se realiza de manera continua o por pequeños baches (Ej. una vez al día, cada 12 horas) durante el proceso, que se extiende indefinidamente a través del tiempo; por lo general requieren de menos mano de obra, pero de una mezcla más fluida o movilizada de manera mecánica y de un depósito de gas (Si este no se utiliza en su totalidad de manera continua). Los biodigestores semicontinuos sirven para purificar el agua contaminada por diferentes fosas. Existen tres clases de biodigestores de flujo semicontinuo:
- De cúpula fija (Chino).
- De cúpula móvil o flotante (Hindú).
- De salchicha, tubular, Taiwán, CIPAV o biodigestores familiares de bajo costo.

### Biodigestores de flujo continuo
Se usan generalmente para tratamiento de aguas residuales, tienden a ser grandes de corte industrial, con sistemas comerciales para el control y gestión del proceso. La producción de Biogás es mucho mayor. pueden ser:
- Sistema de desplazamiento horizontal (Movimiento por flujo  y ama gravedad).
- Sistema de tanques múltiples.
- Sistema de tanque vertical.

#### Biodigestores de salchicha, Taiwán, CIPAV o biodigestores familiares de bajo costo
Los biodigestores familiares de bajo costo han sido desarrollados y están ampliamente implementados en países del sureste asiático, pero en Sudamérica, solo países como Cuba, Colombia, Brasil y Costa Rica tienen desarrollada esta tecnología. Estos modelos de biodigestores familiares, construidos a partir de mangas de polietileno tubular, se caracterizan por su bajo costo, fácil instalación y mantenimiento, así como por requerir sólo de materiales locales para su construcción. Por ello se consideran una "tecnología apropiada".
La película de polietileno tubular se amarra por sus extremos a tuberías de conducción, de unas seis pulgadas de diámetro, con tiras de liga recicladas de las cámaras de las ruedas de los autos. Con este sistema, calculando convenientemente la inclinación de dichas tuberías, se obtiene un tanque hermético. Al ser flexible, el polietileno tubular, es necesario construir una ‘cuna’ que lo albergue, ya sea cavando una zanja o levantando dos paredes paralelas.
Una de las tuberías servirá como entrada de materia prima (Mezcla de estiércol con agua de 1:4). En el biodigestor se alcanza finalmente un equilibrio de nivel hidráulico, por el cual, tanta cantidad de estiércol mezclado con agua es agregada, tanta cantidad de fertilizante sale por la tubería del otro extremo.
Debido a la ausencia de oxígeno en el interior de la cámara hermética, las bacterias anaerobias contenidas en el propio estiércol comienzan a digerirlo. Primeramente se produce una fase de hidrólisis y fermentación, posteriormente una acetogénesis y finalmente la metanogénesis, por la cual se produce metano. El producto gaseoso llamado biogás, realmente tiene otros gases en su composición como son dióxido de carbono (20-40%), nitrógeno molecular (2-3%) y sulfhídrico (0,5-2%), siendo el metano el más abundante con un 60-80%.
La conducción de biogás hasta la cocina se hace directa, manteniendo todo el sistema a la misma presión: entre 8 y 13 cm de columna de agua dependiendo la altura y el tipo de fogón. Esta presión se alcanza incorporando en la conducción una válvula de seguridad construida a partir de una botella de refresco. Se incluye un ‘tee’ en la conducción, y mientras sigue la línea de gas, el tercer extremo de la tubería se introduce en el agua contenida en la botella de 8 a 13 cm. También se añade un reservorio o almacén de biogás en la conducción, permitiendo almacenar unos 2 a 3 metros cúbicos de biogás.
Estos sistemas adaptados para altiplano han de ser colocados en ‘cunas’ enterradas para aprovechar la inercia térmica del suelo, o bien dos paredes gruesas de adobe en caso de que no se pueda cavar. Además, se puede encerrar a los biodigestores en un invernadero de una sola agua soportado sobre las paredes laterales de adobe. En el caso de biodigestores de trópico o valle, el invernadero es innecesario pero se ha de proteger el plástico con una semisombra.
Los costes en materiales de un biodigestor pueden variar de 110 dólares para trópico a 170 dólares para altiplano, ya que en la altura tienen mayores dimensiones y requieren de carpa solar.

## Diseño de los biodigestores
Los biodigestores han de ser diseñados de acuerdo a su finalidad, a la disposición de ganado y tipo, y a la temperatura a la que van a trabajar. Un biodigestor puede ser diseñado para eliminar todo el estiércol producido en una granja de cerdos, o bien como herramientas de saneamiento básico en un colegio. Otro objetivo sería el de proveer de cinco horas de combustión en una cocina a una familia, para lo que ya sabemos que se requieren 20 kilos de estiércol fresco diariamente. Como se comentó anteriormente, el fertilizante líquido obtenido es muy preciado, y un biodigestor diseñado para tal fin debe permitir que la materia prima esté mayor tiempo en el interior de la cámara hermética así como reducir la mezcla con agua a 1:3.
La temperatura ambiente en que va a trabajar el biodigestor indica el tiempo de retención necesario para que las bacterias puedan digerir la materia. En ambientes de 30 °C se requieren unos 10 días, a 20 °C unos 25 y en altiplano, con invernadero, la temperatura de trabajo es de unos 10 °C de media, y se requieren 55 días de tiempo de retención. Es por esto, que para una misma cantidad de materia prima entrante se requiere un volumen cinco veces mayor para la cámara hermética en el altiplano que en el trópico.
Nota : En la sección de enlaces externos se encuentra un enlace a una calculadora de biodigestores para porcicultura.